# Convocazioni alla Final Four Cup femminile 2010
Elenco delle giocatrici convocate per la Final Four Cup 2010.